# جواز سفر إندونيسي
جواز السفر الأندونيسي هو وثيقة سفر صادرة من حكومة إندونيسيا إلى المواطنين الاندونيسيين المقيمين في إندونيسيا أو في الخارج.
اندونيسيا هي واحدة من بين العديد من البلدان في العالم التي لا تعترف بالجنسية المزدوجة للمواطنين، بمعنى اخر لو أي مواطن إندونيسي حصل على جنسية أخرى بإرادته فانه يفقد الجنسية الاندونيسية تلقائيا.

## أنواع

### جواز السفر العادي
وفقًا للائحة الحكومية رقم 31/2013، تتكون جوازات السفر العادية من نسخ إلكترونية وغير إلكترونية.

#### جواز السفر الإلكتروني

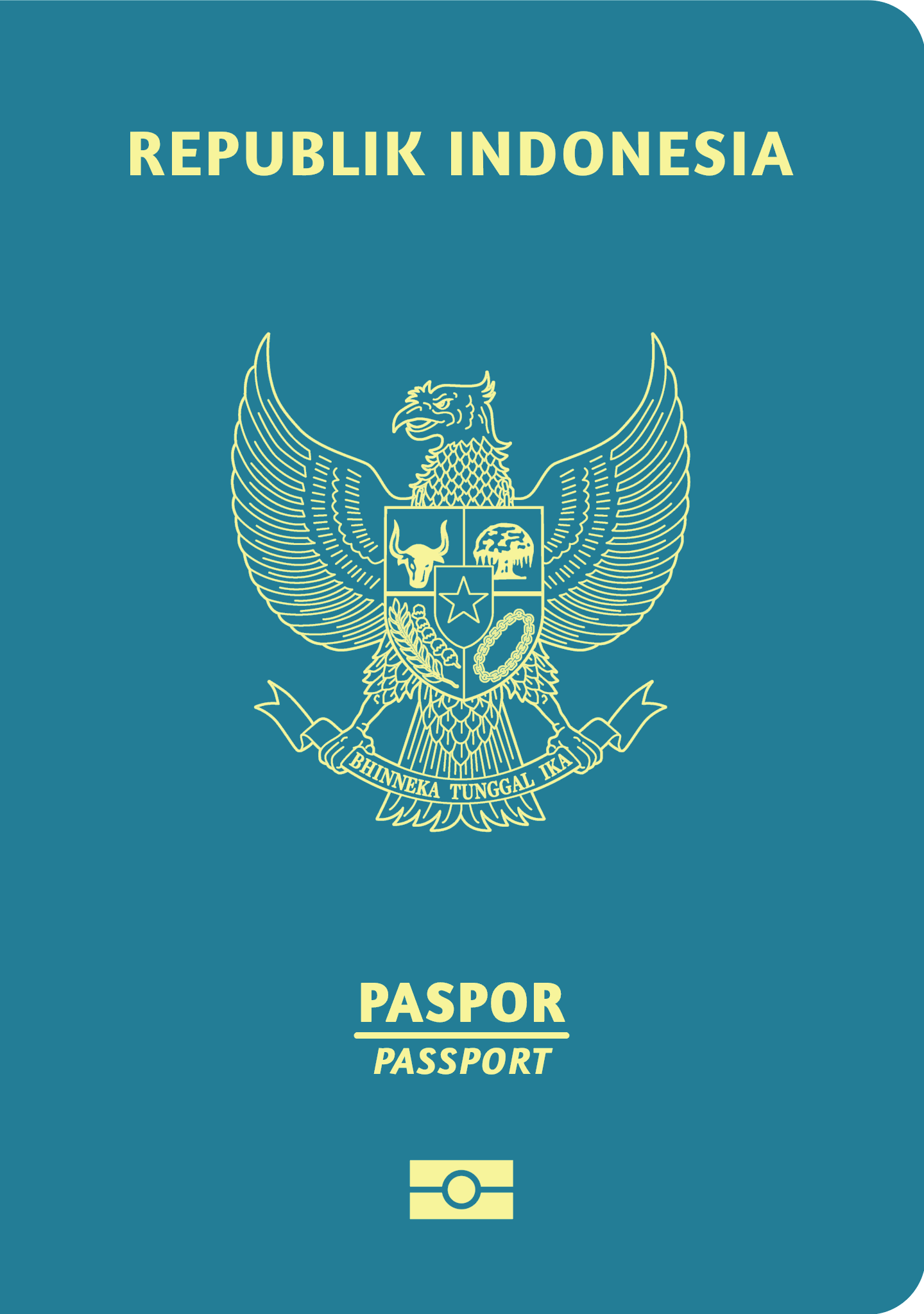

أدخلت المديرية العامة للهجرة في 26 يناير 2011 جوازات السفر الإلكترونية للمواطنين الإندونيسيين.كانت مكاتب جوازات السفر الإلكترونية في البداية موجودة فقط في: غرب جاكرتا وسوكارنو هاتا ووسط جاكرتا. ولكن تو توفيرها في جميع مكاتب الهجرة في جاكرتا وسورابايا وباتام. وتحتوي الرقائق الإلكترونية في الغلاف الخلفي لجوازات السفر.
حصل ما يقرب من 12000 مواطن إندونيسي على جوازات السفر الإلكترونية في عام 2011، وابتداءً من 25 يناير 2012 أطلقت إدارة الهجرة الإندونيسية بوابات الهجرة المحوسبة في مطار سوكارنو هاتا الدولي، مما قلل وقت انتظار حاملي جوازات السفر الإلكترونية لأنهم لم يعودوا بحاجة إلى تسجيل الوصول يدويًا في عداد الهجرة. الخدمة متاحة لكل من الركاب القادمين والمغادرين.
في الربع الثاني من عام 2015 أصدر جواز السفر الإندونيسي العادي الإلكتروني بغطاء أخضر فيروزي.
يمكن لحاملي جوازات السفر الإلكترونية الإندونيسية الاستمتاع بالسفر بدون تأشيرة إلى اليابان لمدة تصل إلى 15 يومًا. لا يتمتع حاملو جوازات السفر غير الإلكترونية بهذا الامتياز ويجب أن يكون لديهم تأشيرة للسفر إلى اليابان.

### جواز السفر الدبلوماسي

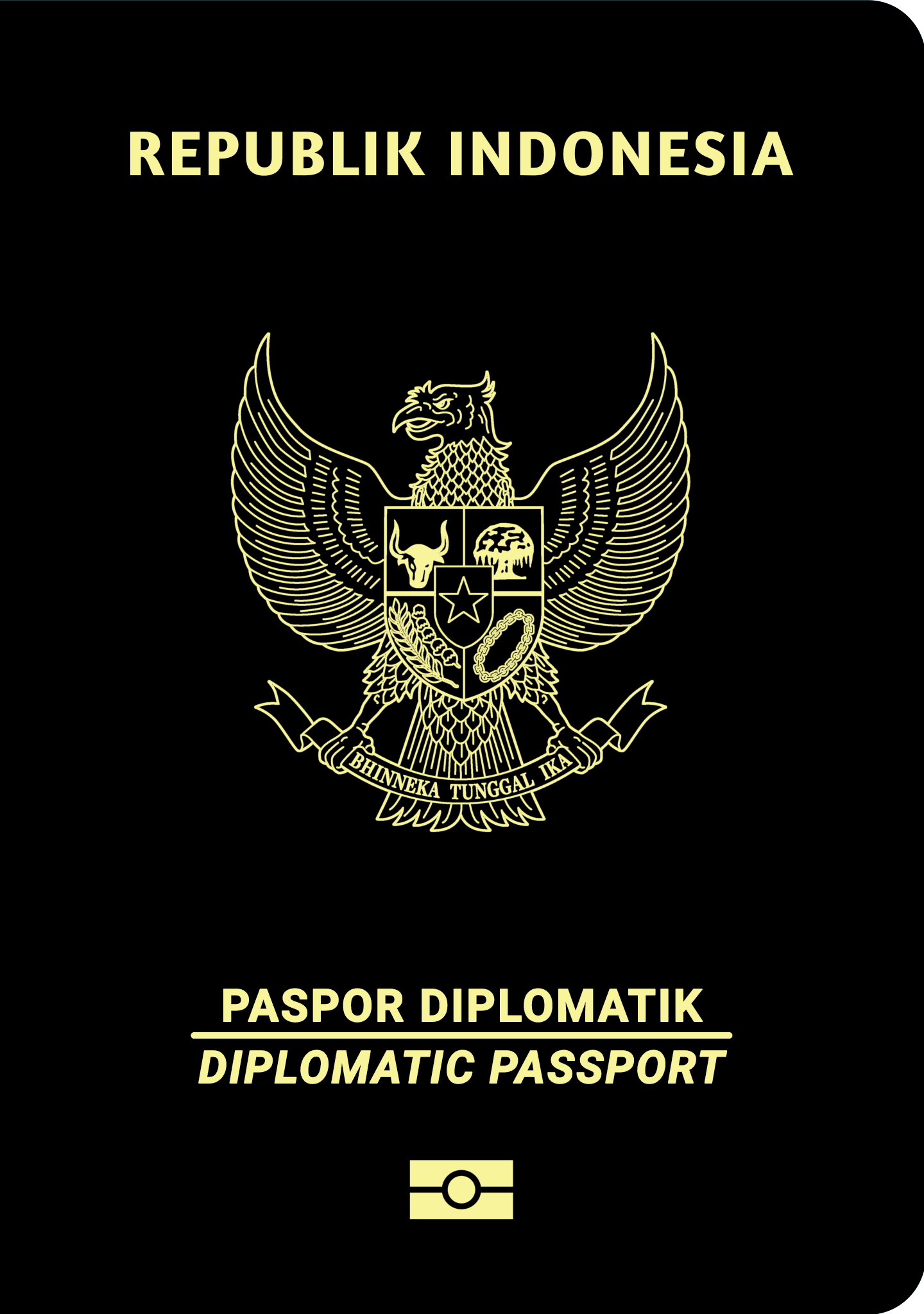

صادر عن وزارة الشؤون الخارجية للشخص للدبلوماسي الإندونيسي من أجل السفر لأغراض دبلوماسية. يغطي جواز السفر هذا أيضًا أسرة حامل جواز السفر الرئيسي. لا يضمن حمل جواز السفر الدبلوماسي الإندونيسي حصانة دبلوماسية لحامله على الرغم من أن أولئك الذين يحصلون على الحصانة الدبلوماسية قد يكون لديه هذا الجواز. أحدث نسخة من جواز السفر الدبلوماسي الإندونيسي بغلاف أسود اللون.

### جوازات سفر الخدمة

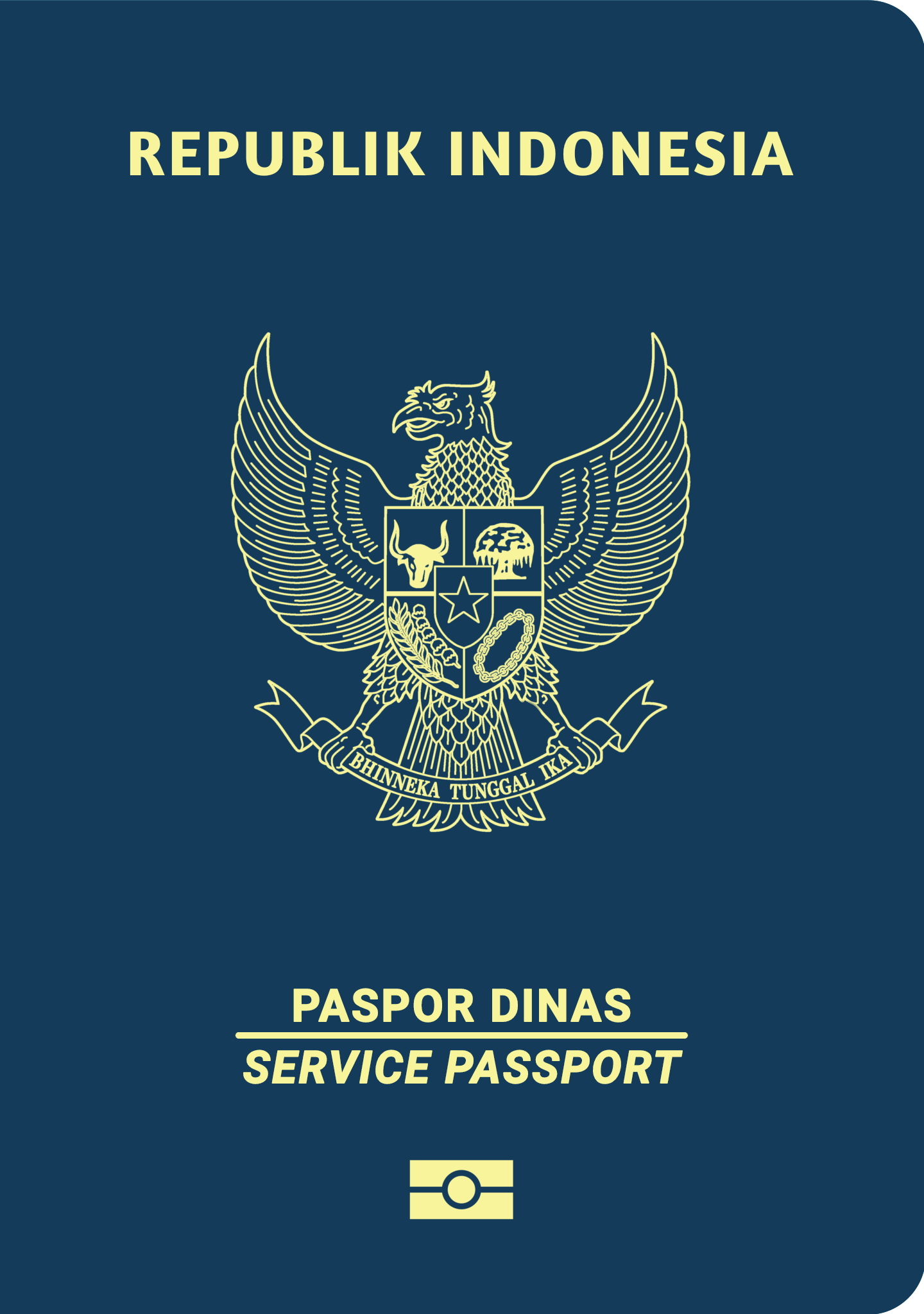

صادر عن وزارة الشؤون الخارجية للإندونيسي الذي يعمل موظف حكومي في السفر الرسمي. يصدر هذا النوع من جوازات السفر أيضًا لأفراد أسرة حامل جواز السفر الرئيسي. أحدث نسخة من هذا الجواز بغلاف أزرق اللون.

### جواز الحج

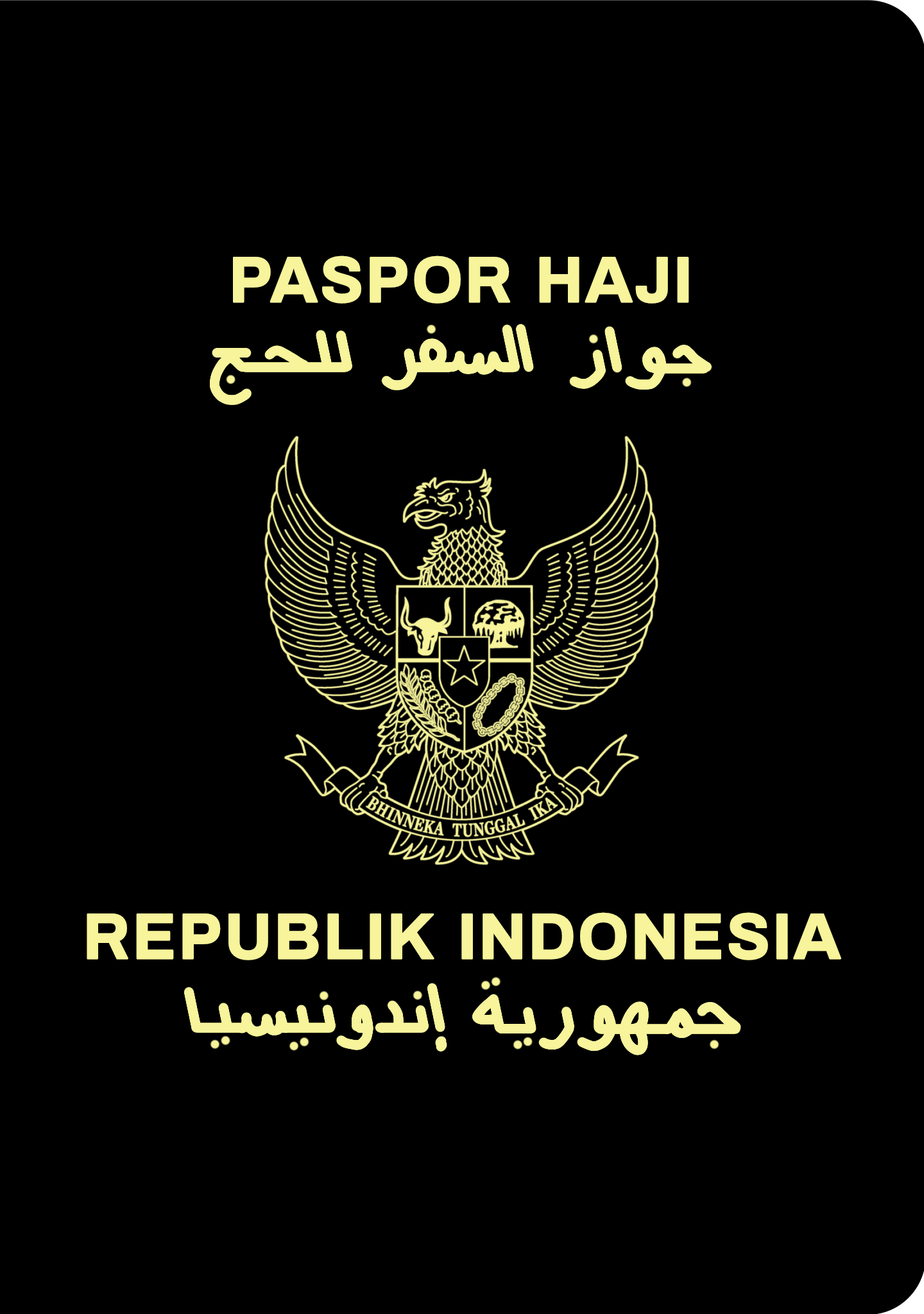

كانت تصدر وزارة الشؤون الدينية سابقًا جواز الحج لأداء فريضة الحج بموجب المادة 29 (1) (د) والمادة 33 من قانون الهجرة لعام 1992. ولكن ألغت اللوائح الحكومية الجديدة هذا الجواز في عام 200. اعتبارًا من موسم الحج عام 2009 يستخدم جميع حجاج إندونيسيا جوازات سفر عادية وهو مطلب من الحكومة السعودية.

## متطلبات التأشيرة

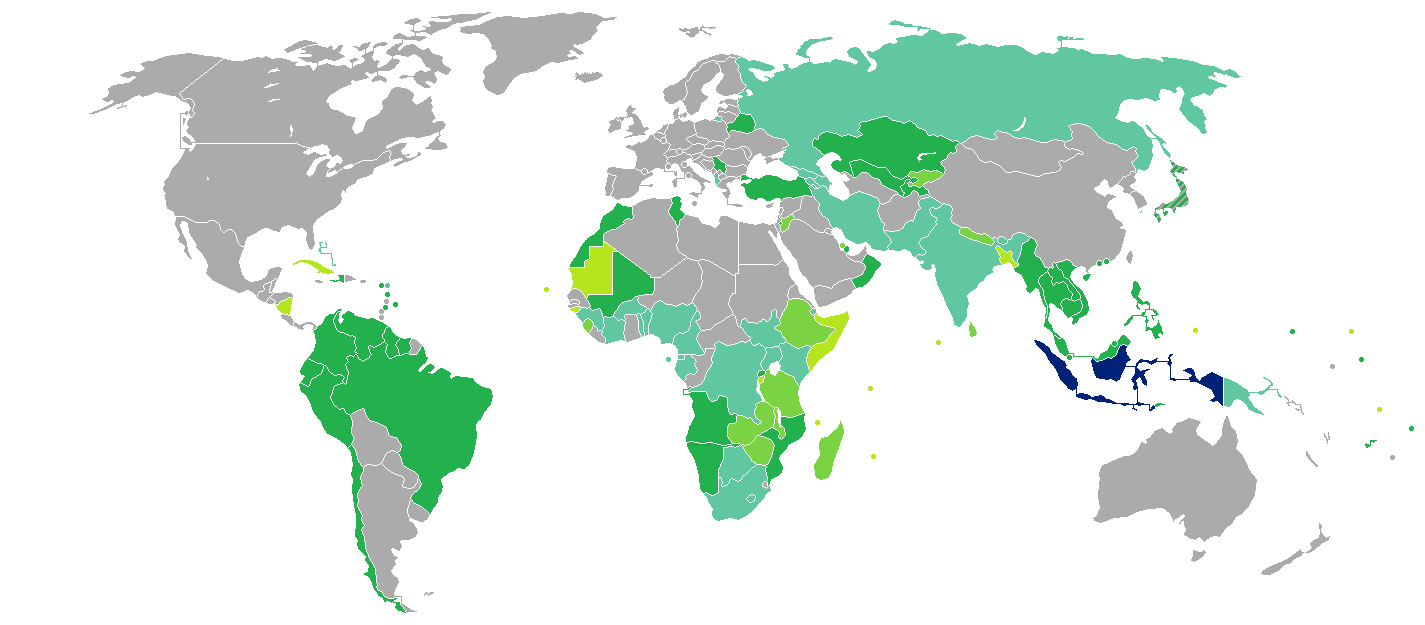
إندونيسيا
بدون تأشيرة
تأشيرة عند الوصول
تأشيرة إلكترونية
تأشيرة عند الوصول أو عبر الإنترنت
تجب التأشيرة

اعتبارًا من يناير 2022 كان لدى مواطني إندونيسيا إمكانية دخول 72 دولة وإقليم بدون تأشيرة أو تأشيرة دخول عند الوصول، مما جعل جواز السفر الإندونيسي يحتل المرتبة 77 من حيث حرية السفر وفقًا مؤشر هينلي لجوازات السفر.

## رسوم جواز السفر
رسوم جواز السفر الإندونيسي من اللائحة الحكومية رقم 45/2014:
| الجواز                          | السعر بالروبية الإندونيسية      |
| ------------------------------- | ------------------------------- |
| جواز السفر العادي (24 صفحة)     | 155,000 روبية (11 دولار أمريكي) |
| جواز السفر العادي (48 صفحة)     | 355,000 روبية (26 دولار أمريكي) |
| جواز السفر الإلكتروني (24 صفحة) | 405,000 روبية (30 دولار أمريكي) |
| جواز السفر الإلكتروني (48 صفحة) | 655,000 روبية (48 دولار أمريكي) |